# Liste der Bischöfe von Padua
Die folgenden Personen waren Bischöfe von Padua (Italien):
- Heiliger Prosdocimus ( –ca. 100?) (1. Bischof)
- Heiliger Maximus (139–166)? el. ( –ca. 190?) (2. Bischof)
- Heiliger Fidentius ? (3. Bischof)
- Heiliger Procolus
- Teodorus
- Avisianus
- Ambrosius
- Heiliger Syrus
- Suadero
- Heiliger Leolinus (Leotinus, Leoninus, Leonius, Violinus?) (232–244)?
- Marianus
- Eupavius
- Felix
- Paulus
- Verus
- Crispinus (erwähnt 344) ?
- Heiliger Hilarius (346 (al. 348 ?)) (17. Bischof)
- Limpidius (um 370)
- Vitellius
- Probinus
- Seliger Severianus
- Barulus
- Seliger Johannes
- Cyprianus
- Nicolaus
- Olympius
- Felix II.
- Diodatus
- Seliger Pietro di Limena
- Virgilius (Vigilius, Vigulus) (um 574)
- Felix III. (591–?)
- Audacius (?–609)
- Tricidius (620–647?)
- Berguald (Berguabous) (647–660)
- Vitalis (662–?)
- Otho (Oddone) (?–609)
- Absalon (678–?)
- Richinardus (?–693)
- Gonsaldus (Gosoldus, Tosoldus) (708–?)
- Diversus (Divertus, Diutus) (721–?)
- Theodosius (730–?)
- Rodingus (748–?)
- Bodo (748–?)
- Joseph (?–765)
- Rodo (Rosius) (780–?)
- Luitaldus (Luitardus, Liutio) (793–820)
- Domenicus (um 827)
- Aldegusius (830–?)
- Nitingus (Doting.) (838–852)
- Ercuradus (Hercuradus, Ercorado) (852–860/61)
- Rosrius (Rosius, Rorsus) (erwähnt 866 und 874)
- Bilongus (Biloangus) (881–?)
- Liotaldus (886–?)
- Osbaldus (Osbald) (?–895)
- Petrus II. (897–?)
- Ebo (Ebbo) (?–904)
- Sibico (911–917?)
- Turringarius (erwähnt 919)
- Valtus (Walaycus)
- Petrus II. (erwähnt 931) ?
- Petrus III. (938–?)
- Ardemanus (?–940)
- Adalbertus (942)[1]
- Gauslinus (964–977/978)
- Orso (992–1027)
- Aistolfo (1031)
- Burcardo (1034–1045)
- Arnaldus (1046–1047)
- Bernardo Maltraverso (1048–1058)
- Waltolf (1060–1064)
- Udalricus (1064–1080)
- Milone (1080–1090/95)
- Pietro (1096–abgesetzt 1106, als Gegenbischof bis 1110)
- Sinibaldi (1106/7–1125/26)
- Heiliger Bellino Bertaldo (1128–1147)
- Giovanni Cacio (1148–1165)
- Gerardo Offreducci da Marostica (1165–1213)
- Giordano (1214–1228)
- Giacomo Corrado (1229–1239)
- Sigebaldo Caballazio (1239–1249)
- Giovanni Forzatè (1251–1283)
- Bernardo Platon (1287–1295)
- Giovanni Sabelli (1295–1299)
- Ottobono di Razzi (1299–1302)
- Pagano della Torre? (1302–1319)
- Ildebrandino Conti (1319–1352)
- Giovanni Orsini (1353–1359)
- Pietro Pileo di Prata (1359–1370)
- Elie de Ventadour (1371–1373) (Haus Comborn)
- Raimondo (1374–1386)
- Giovanni Enselmini (1388–1392)
- Hugo Roberti (7. Mai 1392 bis 12. April 1396)
- Stefano da Carrara (1396–1405) (auch Bischof von Teramo)
- Alberto Micheli (1405–1409)
- Pietro Marcello (1409–1428)
- Pietro Donato (1428–1447)
- Fantino Dandolo (1448–1459)
  - Pietro Barbo, Kardinal (1459–1460) (Apostolischer Administrator)
- Jacopo Zeno (1460–1481)
  - Pietro Foscari, Kardinal (1481–1485) (Apostolischer Administrator)
- Pietro Barozzi (1487–1507)
- Sisto Gara della Rovere (1509–1517)
- Marco Cornaro, Kardinal (1517–1524)
- Francesco Pisani, Kardinal (1524–1555)
- Luigi Pisani, Kardinal (1555–1570)
- Nicolò Ormanetto (1570–1577)
- Federico Cornaro der Ältere, Kardinal (1577–1590)
- Alvise Cornaro (1590–1594)
- Marco Cornaro (1594–1625)
- Pietro Valier, Kardinal (1625–1629)
- Federico Baldissera Bartolomeo Cornaro, Kardinal (1629–1631)
- Marcantonio Cornaro (1632–1636)
- Luca Stella (1632–1641)
- Giorgio Corner (1643–1663)
- Heiliger Gregorio Giovanni Gasparo Barbarigo (1664–1697)
- Giorgio Cornaro, Kardinal (1697–1722)
- Giovanni Francesco Barbarigo (1723–1730)
- Carlo della Torre Rezzonico (1743–1758)
- Sante Veronese, Kardinal (1758–1767)
- Antonio Marino Priuli, Kardinal (1767–1772)
- Nicolò Antonio Giustiniani (1772–1796)
- Sedisvakanz (1796–1807)
- Francesco Scipio Dondi Orologio (1807–1819)
- Modesto Farina (1821–1856)
- Federico de Marchesi Manfredini (1857–1882?)
- Giuseppe Kardinal Callegari (1882–1906)
- Luigi Pellizzo (1906–1923)
- Elia Dalla Costa (1923–1931)
- Carlo Agostini (1932–1949)
- Girolamo Bartolomeo Bortignon O.F.M. Cap. (1949–1982)
- Filippo Franceschi (1982–1988)
- Antonio Mattiazzo (1989–2015)
- Claudio Cipolla (seit 2015)